# Louskáček a myší král
Louskáček a Myší král (německy Nußknacker und Mausekönig) je pohádka německého spisovatele Ernsta Theodora Wilhelma Hoffmanna (zkráceně E. T. A. Hoffmann). Dílo vyšlo v německém jazyce poprvé v roce 1816 v Berlíně a bylo součástí díla Serapiovi bratři. Odehrává se v kouzelné době Vánoc, kdy děti přemýšlejí, jaké asi dostanou dárky pod stromeček. Když se pod ním objeví dřevěný Louskáček, který následně s ostatními hračkami obživne, dostává se hlavní hrdinka Maruška do světa fantazie a pohádek a čeká ji vyprávění, které se záhy stane skutečností. Dílo bylo inspirací pro stejnojmenné baletní představení od Petra Iljiče Čajkovského.

## Děj
Maruška a její bratr Bedřich se těší na Vánoce a přemýšlejí, co jim jejich strýček Sovák asi nadělí pod stromeček. Večer o Vánocích rozbalují dárky a Maruška najde pod stromečkem panáčka, který umí louskat oříšky, a hned si ho zamiluje. Její bratr Bedřich začne louskáčkem louskat ořechy tak silně, až se louskáček porouchá, a tak ho Maruška uloží do vitríny k ostatním vojáčkům Bedřicha.
Večer, když se po Štědrém dni všichni uloží k spánku, poprosí Maruška maminku, aby si mohla s dárky, které dostala pod stromeček, ještě chvíli hrát. Náhle má pocit, že se ve vitríně něco pohnulo. Maruška pohlédla na hodiny, na kterých byla sova, která se změnila v jejich strýčka Sováka. Odevšad pak začaly vykukovat myši a prohrabávaly se do pokoje. Myšky se vyřadily do řady a v čele se sedmihlavou myší pochodovaly k Marušce. Maruška couvala, narazila do vitrínky a rozbila ji. V tu chvíli se začaly hýbat i ostatní figurky a hračky a daly se do bitvy s myším vojskem. Louskáček prohrával, a tak vzala Maruška botu a hodila ji po Myším králi. Maruška se vyděsila, pořezala se o skleněný střep z vitríny a omdlela.
Když se Maruška probudila ve své postýlce, vše vyprávěla mamince, která jí ale nevěřila. Pak za ní přišel strýček Sovák, který byl sovou na hodinách v předchozí večer. Rozhodl se, že bude Marušce vyprávět pohádku o princezně Pirlipatě, čarodějnici Myšandě a šikovném hodináři.
Strýček vypráví Marušce pohádku o království a princezně Pirlipatě. O tom, jak měl král rád jitrnice s velkým množstvím špeku, které mu připravovala jeho královna. Jednou se však při tvorbě jitrnic objevila v kuchyni myš Myšanda a chtěla špek pro sebe a celou svou rodinu. Když pak jedl král jitrnice, ve kterých bylo málo špeku, protože myši většinu z něho snědli, král tuze naříkal a rozhodl se, že se celému myšímu národu pomstí. Pomstu dal za úkol hodináři a vynálezci Kristiánovi Eliášovi Sovákovi. Ten nastražil strojek (pastičky na myši) se špekem do bytu paní Špekorádové. Mnoho myší zahynulo. Myšanda opustila území a prahla po pomstě. Varovala královnu, že by mohla její dceru překousnout na dvě půlky. A od té doby chránila princeznu rodina kocoura Moura. I tak se ale myš dostala k princezně, která se začala proměňovat. Král tloukl hlavou do zdi a ze všeho obvinil svého hodináře. Ten musel vymyslet, jak vrátit princeznu do původní podoby, jinak ho čekala smrt. Královský hvězdář prohlásil, že musí princezna sníst jádro oříšku Krakatuk, aby se uzdravila. Skořápku ale musí rozlousknout muž, který se nikdy neholil a nenosil holínky. Jádro musí předat princezně se zavřenýma očima a udělat 7 kroků pozpátku a neklopýtnout. Pak může teprve otevřít oči.
Hvězdář a hodinář se vypravili do světa, aby ořech a vhodného chlapce nalezli. Po 15 letech se muži vrátili. Po návratu šel hodinář za svým bratrancem Kryštofem Zachariášem Sovákem a zjistil, že on ořech vlastní. Našli i vhodného chlapce – syna bratrance Sováka, kterému říkali krásný Louskáček. Chlapec tedy šel zkusit své štěstí. Ořech rozlouskl, princezna ho snědla a proměnila se. Chlapec začal couvat, ale při posledním kroku zakopl, neboť mu stála v cestě Myšanda. A tak se princezna proměnila zpět v netvora. Myšanda byla zašlápnuta a s vykonanou pomstou zemřela. Před smrtí však porodila syna a ten prý její smrt na Louskáčkovi pomstí. Louskáček, hodinář a hvězdář byli vyhnáni, neboť chtěli podstrčit Louskáčka princezně za muže. Louskáček se může kletby zbavit pouze tehdy, padne-li jeho rukou syn Myšandy – Myší král.
Vracíme se zpět k Marušce. Její Louskáček byl opraven a Maruška si s ním mohla opět hrát. Maruška byla chytrá a došlo jí, že pohádka od strýčka nebyla jen pohádkou a že Louskáček je její Louskáček a kouzelný hodinář je její strýček Sovák. Ten jí řekl, že může Louskáčka zachránit, pokud vytrvá.
Marušku navštěvoval Myší král a chtěl po ní její bonbony, cukroví, šatičky a knížky, jinak prý zakousne Louskáčka. Maruška šla pro radu za Louskáčkem a ten jí pověděl, aby Myšímu králi nic nedávala, ale aby Louskáčkovi sehnala meč. Tím nakonec Louskáček Myšího krále skolil a Marušce odpřisáhl věrnost.
Louskáček pak vzal Marušku do svého kouzelného světa. O svém dobrodružství vyprávěla mamince, která jí ale stále nevěřila. Později přijel na návštěvu synovec Sováka, který vypadal stejně jako Louskáček. A byl to tentýž Louskáček, kterého Maruška svými laskavými slovy zachránila. Louskáček nabídl Marušce společnou vládu, a tak se Maruška stala královnou.

## Přijetí díla a interpretace
Pohádka se stala předlohou pro balet o Louskáčkovi. Díky hudbě P. I. Čajkovského se stal příběh velmi populárním. Přestože samotné dílo takovou pozornost nezískalo, balet na motivy této povídky je jedním z nejznámějších a nejoblíbenějších baletů vůbec.
V díle můžeme pozorovat dvě dějové roviny, které se prolínají a postupem času splynou v jednu. Jednou linií je pohádka o Louskáčkovi, druhou pak příběh o Marušce, který se odehrává nejprve doma a poté v kouzelné říši, ve které se Maruška stane královnou. Primárním motivem je boj dobra se zlem. Louskáček se utkává se zápornou postavou Myším králem. Ten by ale nikdy nebyl poražen, kdyby nebylo statečnosti a laskavosti malé Marušky. V díle jsou také prvky fantazie a úniku do pohádkového světa. Jedná se tedy o pohádku v pohádce. Na konci pak Maruška sama uniká do fantazijního světa do Země sladkostí, kde můžeme nahlédnout do dětské fantazie a radosti.
Kniha se dotýká tajemného fungování imaginace a paradoxu naivní dětské mysli ve vztahu ke světu magie, který může být vyvolán, bude-li popsán ze sofistikovaného hlediska dospělého vypravěče.
Dílo je o podněcování představivosti Marie, která může pomocí své odvahy jednat a realizovat své vnitřní sny. Název díla by mohl být úplně jiný, protože hlavní postavou díla není Louskáček a Myší král, ale zvídavá a odvážná Maruška a její strýc Sovák, který figuruje v obou rovinách a představuje propojení příběhů a zároveň postavu, která Marušce věří a dopomáhá jí k cíli. Maruška musí použít svou představivost a strýc ji „testuje“ skrze vyprávění a zjišťuje, zda zůstane věrná svým vnitřním touhám a představivosti, než jí pomůže objevit dar, který v sobě má.

## Adaptace

### Rozhlasová hra
- 2009: poprvé jako rozhlasová hra

### Filmové adaptace
- 1973: Щелкунчик (Ščelkunčik „Louskáček“), SSSR, kreslený film, 27 min., režie Boris Stěpancev a Boris Larin

- 1990: Louskáček princ, Kanada, kreslený film

- 1999: Щелкунчик и мышиный король (Ščelkunčik i myšinyj korol, „Louskáček a myší král“), Rusko, 3D animace, 2 min., Režie: Taťjana Iljina

- 2001: Barbie v Louskáčku, USA, 3D animovaný film, ve kterém Barbie vypráví příběh

- 2004: Louskáček a Myší král, Německo/Rusko/USA, kreslený film s hlasy Wolfganga Völze, Rufuse Becka a Hannese Jaenickeho

- 2010: Louskáček, Velká Británie, 3D animovaný film, záludná hudební dystopie s historickými odkazy od Andreje Končalovského

- 2015: Louskáček a myší král, Německo, 8. řada pohádkového filmu ze série ARD Sechs auf einen Streich

- 2018: Louskáček a čtyři říše, USA, Disney fantasy film Lasse Hallströma a Joe Johnstona v hlavní roli Mackenzie Foy, Keira Knightley

### Dětská opera
- 2007: „Louskáček“ – dětská opera Esther Hilsberg (hudba) a Holgera Potockiho (text) (světová premiéra 1. listopadu 2007 v Komorní opeře v Kolíně nad Rýnem)

### Balet
- 1892: balet (premiéra v Mariinském divadle v Petrohradu)